# Digby Wolfe
Digby Wolfe (Londra, 4 giugno 1929 – Albuquerque, 2 maggio 2012) è stato un attore e insegnante inglese.
Principalmente noto come attore, è stato anche insegnante d'arte drammatica all'Università del Nuovo Messico.
Ha preso in circa 30 ruoli ed ha anche lavorato come doppiatore nel film Il libro della giungla.
Nel 2010 ha sposato Patricia Mannion.
È morto nel 2012, poco prima del suo 83º compleanno per un cancro ai polmoni.